# Bruśnik
Bruśnik (prononciation : [ˈbruɕnik]) est une localité polonaise de la gmina de Ciężkowice, située dans le powiat de Tarnów en voïvodie de Petite-Pologne.